# Sidoine Oussou
Sidoine Oussou (Porto-Novo, 14 novembre 1992) è un ex calciatore beninese, di ruolo attaccante.

## Carriera

### Club
Oussou ha iniziato la sua carriera professionistica con la maglia dell'ASPAC, in patria. Si è trasferito ufficialmente al Vålerenga il 6 gennaio 2011. Ha debuttato nell'Eliteserien il 19 marzo 2011, sostituendo Håvard Nielsen nella vittoria per 0-2 in casa del Viking. Il 31 agosto 2012, è passato in prestito al Visé. Il 23 luglio 2013, si è trasferito in prestito agli ungheresi del Kecskemét. Il 28 luglio ha esordito nella Nemzeti Bajnokság I subentrando ad Eliomar nella vittoria casalinga per 3-1 contro l'Honvéd. È tornato poi al Vålerenga. Alla fine del 2014 è passato ai francesi del Quimperlé, formazione che gli è stata consigliata dal connazionale Anicet Adjamossi, che già vi militava.
Terminata questa esperienza, ha firmato per i maltesi dei Naxxar Lions. Ha esordito nella Premier League Malti in data 28 agosto, schierato titolare nella sconfitta interna per 0-2 contro il Balzan. Il 12 settembre ha segnato l'unica rete in campionato, nella sconfitta per 4-1 maturata sul campo degli Hibernians. Il 31 gennaio 2016 è stato ufficialmente tesserato dai francesi del Beauvais, militanti nello Championnat de France amateur 2 (CFA 2).

### Nazionale
Conta 3 presenze per il Benin.